# Füri Csilla
Füri Csilla (Budapest, 1972. április 24. –) világ- és Európa-bajnok öttusázó, magyar bajnok úszó és triatlonozó.
Jelenleg edzőként dolgozik a KSI öttusaszakosztályán.

## Pályafutása
A BVSC-ben kezdett sportolni úszóként. 1987-ben az ifjúsági Európa-bajnokságon 100 m pillangón nyolcadik volt. 1988-ban 100 méteres pillangóúszásban magyar bajnokságot nyert. 1990-ben bekerült az öttusa válogatott keretbe. 1991 elején megszűnt a BVSC öttusa szakosztálya. Ezt követően a MAFC versenyzője lett. 
1994-ben az egyéni versenyben indult a világbajnokságon, ahol hatodik lett. Az 1995-ös Európa-bajnokságon csapatban (Hortobágyi Eszter, Köblő Emese) harmadik, egyéniben 18. volt. Ebben az évben csapatban (Hortobágyi, Köblő) másodikként végzett a világbajnokságon. Egyéniben 25. volt. 
1995 októberében bejelentette, hogy a továbbiakban felhagy az öttusával és  triatlonozni fog. 1996 januárjában a tiszaújvárosi Mali Triatlon Klub versenyzője lett. Júliusban indult a rövid távú Európa-bajnokságon. A magyar bajnoki versenyeken több dobogós helyezést ért el. Az 1997-es rövid távú Eb-n 32. volt. 1998-tól a Lágymányosi TK színeiben indult. Az 1998-as rövid távú Eb-n a 39. helyen ért a célba.
1999 szeptemberében bejelentette, hogy a Bp. Honvéd versenyzőjeként ismét öttusázóként sportol. Visszatérése után az első versenye a magyar bajnokság volt, amit megnyert. 2000-ben váltóban bekerült a vb csapatba, de a kerethirdetést követő versenyeken elért gyenge lövőeredményei miatt végül kimaradt. Az Európa-bajnokságon csapatban első (Vörös Zsuzsanna, Simóka Bea). egyéniben 18. volt. A következő évben az Eb-n egyéniben hetedik, csapatban (Vörös, Szatmári Adrienn) hatodik, váltóban (Vörös, Simóka Nóra) első lett. A világbajnokságon váltóban (Vörös, Simóka N.) 13., egyéniben nyolcadik, csapatban (Vörös, Szathmáry) hatodik volt. Az év végén a legjobb magyar öttusázónőnek választották. 2002-ben Vörössel és Simóka Beával csapatban nem talált legyőzőre a világbajnokságon, az Eb-n pedig negyedikek lettek. Egyéniben a kontinens bajnokságon ötödik, a vb-n 26. volt.
A 2003-as évben a Simóka B.-Vörös-Füri trió a kontinensviadalon sem váltóban, sem csapatban nem talált legyőzőre, míg a vb-n a csapat bronzérme mellé váltóaranyat szerzett a három magyar hölgy. Egyéniben a vb-n 18., az Eb-n negyedik volt. Utóbbi eredményével olimpiai kvótát szerzett. Novemberben a Nemzetközi Öttusaszövetség visszavonta a kvótát, mivel értelmezésük szerint az Eb érmeseknek járó, de fel nem használt kvóta, nem a következő kvóta nélküli versenyzőnek jár, hanem a világranglista alapján kiosztható kvóták számát növeli. 2004 áprilisában a pekingi világkupa-versenyen második lett, ezzel újból olimpiai kvótához jutott. 2004 májusában a moszkvai vb-n egyéniben 25., csapatban (Vörös, Szatmári) és váltóban (Vörös, Simóka B.) ötödik volt. Füri bekerült az olimpiai csapatba is, Athénban a tizenegyedik helyen végzett. Az ötkarikás játékok évében (2004) elérte élete legnagyobb sikerét, amikor a bulgáriai Albenában egyéni Európa-bajnok lett. A győzelem mellé csapatban (Szatmári, Máthé Vivien) és váltóban (Vörös, Szatmári) is szerzett egy-egy ezüstöt. A következő szezon elején hosszabb betegeskedés hátráltatta a felkészülését. A 2005-ös Eb-ről egy éremmel térhetett haza miután csapatban (Vörös, Szatmári) hatodik, váltóban második lett. Egyéniben 26. volt. A világbajnokságon a csapattal (Vörös, Szatmári) ünnepelhetett ezüstérmet. Egyéniben a 25., váltóban (Vörös, Máthé) a negyedik helyen végzett. 2006-ban az Eb-n a csapatba nem került be. Egyéniben 28., váltóban (Vörös, Máthé) negyedik volt. Utolsó vb-érmét 2006-ban szerezte, mikor harmadik lett a csapattal (Vörös, Máthé). Egyéniben 16., váltóban (Vörös, Alekszejev Tamara) ötödik lett. 2007-ben az Eb-n 33., csapatban (Vörös, Máthé) hatodik lett. Az év végén visszavonult.

## Eredményei
Úszás
Magyar bajnokság
- 100 m pillangó
  - Aranyérmes: 1988
  - Ezüstérmes: 1989
  - Bronzérmes: 1987
- 200 m pillangó
  - Ezüstérmes: 1988
  - Bronzérmes: 1989
- 4 × 200 m gyors
  - Bronzérmes: 1987, 1989
- 4 × 100 m vegyes
  - Ezüstérmes: 1987, 1989

Öttusa
Magyar bajnokság
- Egyéni
  - Aranyérmes: 1999, 2003, 2006
  - Ezüstérmes: 1995, 2001, 2005
- Csapat
  - Aranyérmes: 1994, 2000, 2003
  - Ezüstérmes: 2001, 2002, 2004, 2006, 2007
  - Bronzérmes: 1991, 1993, 1998, 2005
- Váltó
  - Aranyérmes: 2004, 2006
  - Ezüstérmes: 1992, 1994, 2000, 2001, 2003, 2005

Triatlon
Magyar bajnokság
- Egyéni sprint táv
  - Ezüstérmes: 1996
  - Bronzérmes: 1997
  - 4.: 1998
- Egyéni rövid táv
  - 5.: 1998
- Egyéni közép táv
  - Ezüstérmes: 1998
- Csapat
  - Aranyérmes: 1998
  - Bronzérmes: 1996, 1999
- Váltó
  - Aranyérmes: 1996

## Díjai, elismerései
- Magyar öttusáért (1995)
- Az év magyar öttusázója (2001)

## jegyzetek
1. ↑  Debnár újra bajnok.  Népsport,  XLIII. évf.  174. sz. (1987. július 26.)   5. o.
2. ↑  Szilágyi Zoltán hajszálnyira az olimpiai szinttől.  Népsport,  XLIV. évf.  198. sz. (1988. augusztus 20.)   8. o.
3. ↑  Vége a BVSC tusájának.  Nemzeti Sport,  II. évf.  28. sz. (1991. január 29.)   2. o.
4. ↑  Köblő Emese és a magyar csapat harmadik.  Népsport,  V. évf.  221. sz. (1994. augusztus 14.)   9. o.
5. ↑  Bravúrbronz csapatban.  Nemzeti Sport,  VI. évf.  164. sz. (1995. június 18.)   13. o.
6. ↑  Hírcsatorna.  Nemzeti Sport,  VI. évf.  281. sz. (1995. október 14.)   12. o.
7. ↑  Fő helyen a szombathelyi Eb.  Nemzeti Sport,  VII. évf.  19. sz. (1996. január 20.)   7. o.
8. ↑  A remélt előrelépés bekövetkezett.  Nemzeti Sport,  VIII. évf.  182. sz. (1997. július 6.)   8. o.
9. ↑  Előreléptek a magyarok.  Nemzeti Sport,  IX. évf.  182. sz. (1998. július 5.)   15. o.
10. ↑  Füri Csillát vonzza az olimpia.  Nemzeti Sport,  X. évf.  260. sz. (1999. szeptember 23.)   16. o.
11. ↑  Füri aranyos visszatérése.  Nemzeti Sport,  X. évf.  284. sz. (1999. október 17.)   18. o.
12. ↑  Füri helyett Máthé indul a vb-n.  Nemzeti Sport,  XI. évf.  151. sz. (2000. június 3.)   14. o.
13. ↑  Arany a csapatnak, arany Vörösnek.  Nemzeti Sport,  XI. évf.  186. sz. (2000. július 9.)   13. o.
14. ↑  Felejthető magyar produkciók.  Nemzeti Sport,  XII. évf.  168. sz. (2001. június 22.)   14. o.
15. ↑  Kettős brit siker a nőknél.  Nemzeti Sport,  XII. évf.  198. sz. (2001. július 22.)   16. o.
16. ↑  Arany, ezüst - és egy kvóta.  Nemzeti Sport,  XIV. évf.  237. sz. (2003. augusztus 31.)   13. o.
17. ↑  Fürinek még sincs kvótája.  Nemzeti Sport,  XIV. évf.  312. sz. (2003. november 16.)   14. o.
18. ↑  Füri születésnapi kvótája.  Nemzeti Sport,  CII. évf.  113. sz. (2004. április 25.)   17. o.
19. ↑  MTI: Füri Csilla Európa-bajnok öttusában (magyar nyelven). index.hu, 2004. szeptember 25. (Hozzáférés: 2022. december 20.)
20. ↑  Elődök és utódok.  Nemzeti Sport,  CV. évf.  332. sz. (2007. december 6.)   18. o.